# Borovitskaja
Borovitskaja (Russisch: Боровицкая uitspraakⓘ) is een station aan de Serpoechovsko-Timirjazevskaja-lijn van de Moskouse metro.

## Geschiedenis
Het station werd ontworpen onder de naam Leninbibliotheek, zoals de bovengelegen Russische Staatsbibliotheek destijds heette. Volgens de plannen voor de lijn zou het baanvak Serpoechovskaja - Biblioteka Imeni Lenina in 1984 als tweede deel worden geopend na het deel tussen Serpoechovskaja en Joeznaja uit 1983. De opening van de 2,8 kilometer van Serpoechovskaja naar Borovitskaja via Poljanka vond echter pas op 23 januari 1986 plaats. De opening van Borovitskaja als 131e station van de Moskouse metro betekende ook het eerste metroknooppunt in Moskou met vier lijnen. Tijdens de bouw van het station stuitte men op 5 a 6 meter onder de grond op een bakstenen huis. Niet alleen de muren en ramen bleken nog intact, maar ook meubilair en huishoudelijke artikelen bleken nog aanwezig. Nader onderzoek wees uit dat het huis was weggezakt door een bodemdaling onder de fundering. Daarnaast werden bij de bouw van de verdeelhal diverse archeologische vondsten gedaan zoals verschillende keramische voorwerpen, een verzilverde kruik met het merk van een 17e-eeuwse meester en blauw geglazuurde 18e-eeuwse apothekersblikken.

## Ontwerp en inrichting
Het station heeft een semi-bovengrondse stationsgebouw dat in 1984, onder leiding van de architecten L.N. Popov, V,S, Volovitesj en G.S. Moen, is gebouwd rond de zuidelijke toegang tot Biblioteka Imeni Lenina. De aldus vergrote toegang uit 1935 biedt sinds 1990 toegang tot zowel het midden van het pylonenstation als de zuidelijke toegangstrap van Biblioteka Imeni Lenina. De bovenste verdieping ligt op straatniveau en heeft een kaartverkoop, achter de poortjes dalen de reizigers via een trap af naar de verdeelhal waar ze via een roltrap naar het perron kunnen of via een voetgangerstunnel naar Biblioteka Imeni Lenina. In omgekeerde richting kunnen de reizigers via twee roltrappen, type ET-5M, de bovenste verdieping bereiken. Het dak wordt gedragen door 12 kolommen die door beide verdiepingen lopen. Deze kolommen en de wanden van het stationsgebouw zijn bekleed met marmer uit de Koelginski groeve. De wand rond de roltrappen is, net als de doorgangen tussen de middenhal en de perrons, van baksteen met ingezette reliëfs. Boven de roltrappen hangt een goudkleurige waaier die het zonlicht symboliseert. Op de tegenoverliggende wand hangt een majolica portret van Vladimir Lenin. Het bovengrondse deel is vrij klein en is in 1935 samen met de trap, die sinds 1986 alleen nog als uitgang dient, gebouwd pal naast de Russische Staatsbibliotheek aan de Mochovajastraat. In augustus 2016 werd de verlichting vervangen door speciaal ontworpen armaturen.

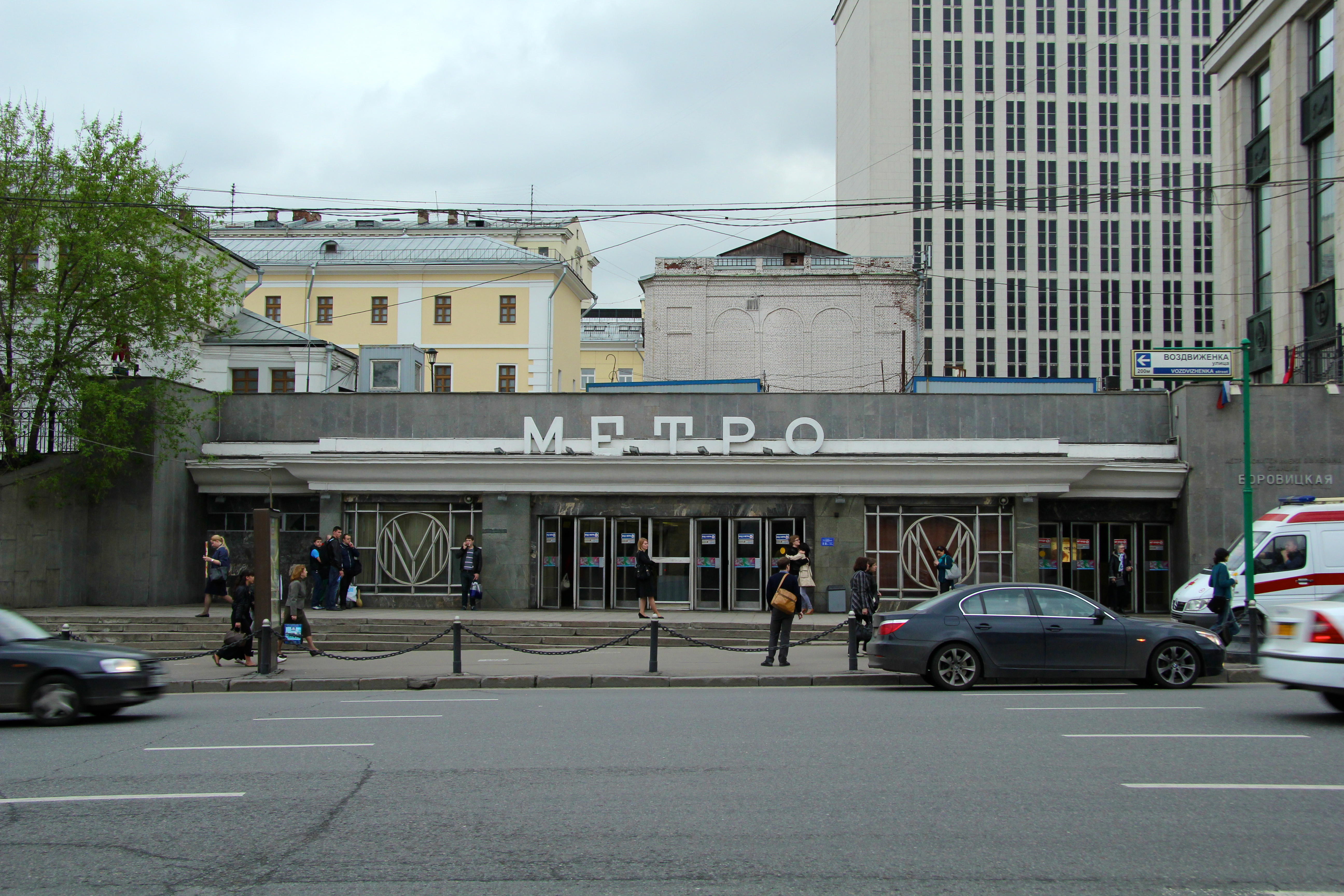
Het stationsgebouw
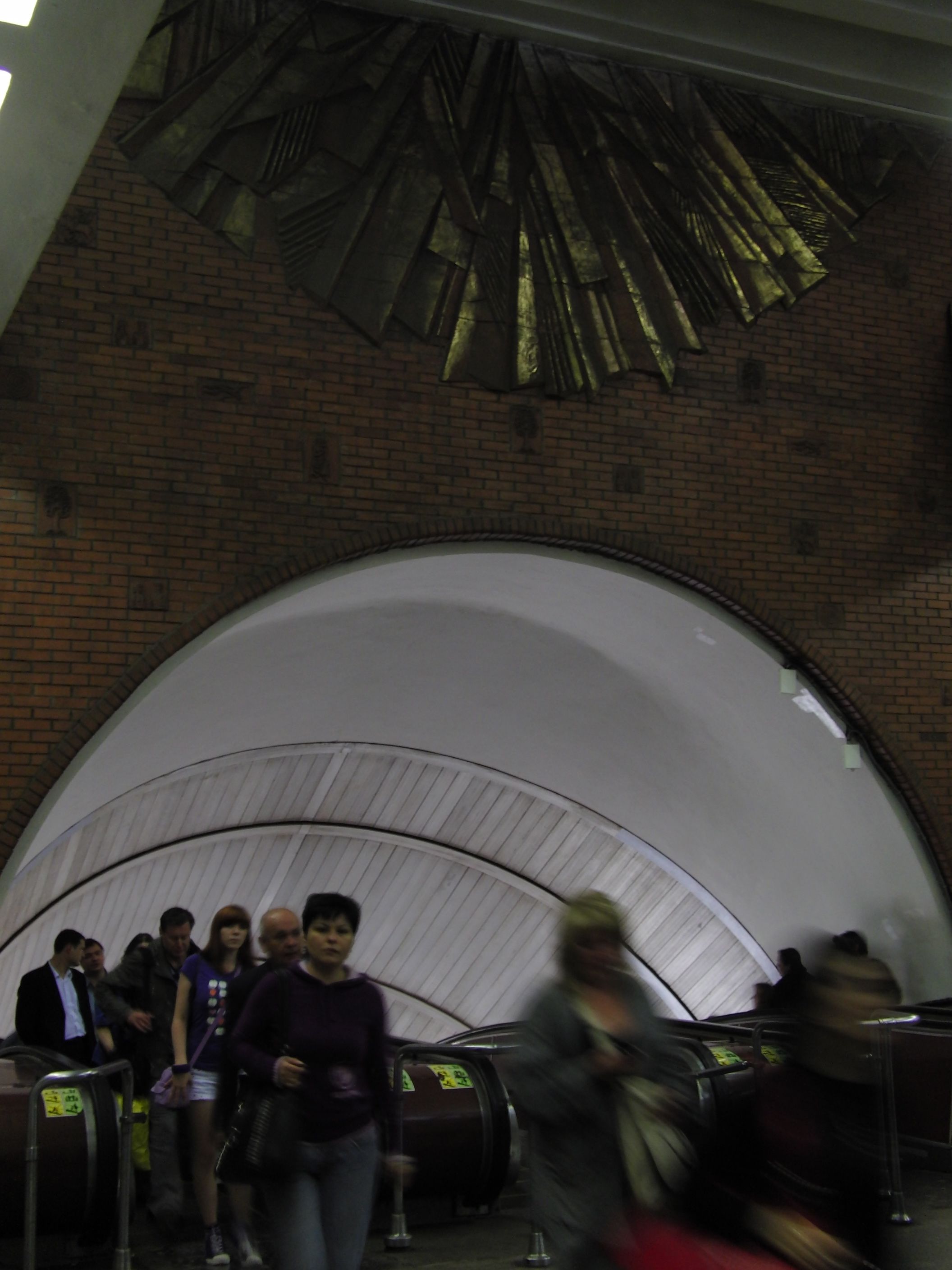
De roltrappen en de waaier erboven
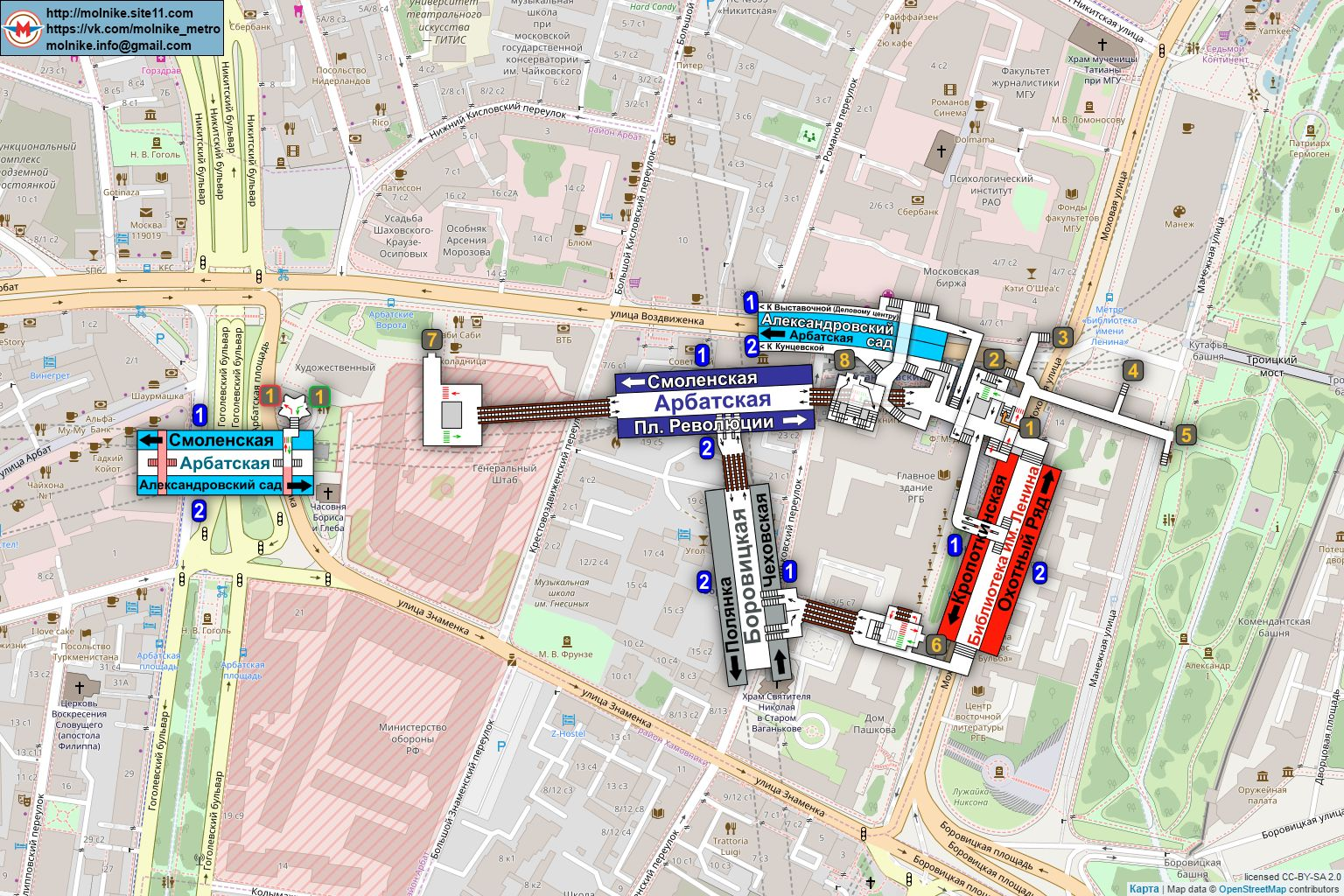
Het station (grijs) binnen het overstap kwartet

De middenhal en de perrons liggen op 46,5 meter onder de Starovagonkovskipassage bij de westgevel van de bibliotheek. Constructeur E.S. Barski realiseerde een pylonenstation met een middenhal van 9,5 meter doorsnee en twee perrontunnels van 8,5 meter doorsnee. De ruwbouw bestaat uit gietijzeren schachtringen die bij de doorgangen tussen de pylonen zijn onderbroken. De reizigers van en naar de verdeelhal komen via een tussenverdieping onderaan de roltrappen, die op zijn beurt met 4 vaste trappen met de middenhal is verbonden. De vier roltrappen, type ET-3, uit 1986 overbruggen een hoogteverschil van 37,2 meter. Aan de noordkant van de middenhal kunnen overstappers Arbatskaja bereiken via de in 1986 geplaatste ET4B roltrappen die het hoget verschil van 17 meter overbruggen. Vanaf Arbatskaja kan ook Aleksandrovski Sad worden bereikt, dat geen directe overstaptunnel met Borovitskaja heeft. Het thema van het station is het Kremlin dat door de architecten L.N. Popov en V.S. Volovietsj is uitgewerkt. De lange maar relatief smalle pylonen zijn afgewerkt met afgeschuinde hoeken, samen met de bogen boven de doorgangen symboliseren ze muren met poorten van het Kremlin. Doordat de bogen overhangen is er boven de bogen een kroonlijst die gebruikt is voor de tl-verlichting. De hoofdkleuren van het station zijn rood, wit en goud. Het witte marmer uit de Koelginski groeve is hier gebruikt voor de tunnelwanden en de pylonen, als verwijzing naar het Witte Kremlin dat tijdens het bewind van Ivan de Grote werd vervangen door het bakstenen Kremlin. De doorgangen tussen middenhal en perron zijn bekleed met bakstenen hetgeen het nieuwe Kremlin symboliseert. Tussen deze bakstenen zijn reliëfs aangebracht met diverse afbeeldingen als verwijzing naar de handelspost en ambachtslieden die vroeger op de Borovitski-heuvel voor de westelijke muur van het Kremlin gevestigd waren. Behalve verwijzingen naar het Kremlin is ook metrostel type E terug te vinden. De uitspringen voor de verlichting hebben de vorm van de ventilatieroosters van dat metrostel en de eindwand aan de zuidkant van de middenhal heeft de vorm van de kop van het metrostel. Op de eindwand is een keramischpaneel van kunstenaar V. Nikolajev aangebracht. Het is een boom in de vorm van de kaart van de Sovjet-Unie die vanuit het Kremlin groeit. Op de boom zijn 15 burgers afgebeeld in klederdracht en onder de afbeelding de naam van de Sovjet republiek waar ze vandaan komen. De boom en het Kremlin zijn terracotta kleurig de achtergrond bestaat uit goudkleurige bakstenen. De afbeelding boven de roltrappen heeft de vorm van een wakend oog en toont gouden koepels op een terracotta achtergrond. Deze wakende ogen zijn in de Russische architectuur vaak gebruikt bij de bouw van forten en in het station ook terug te vinden in de leuningen van de bruggen voor de overstappers. Vlak ten noorden van het station ligt een paar overloopwissels zodat de metro's kunnen keren, in het eerste jaar van het station was dit de reguliere procedure.

## Reizigersverkeer
In 1999 werden 15.020 in en uitstappers per dag geteld, het aantal overstappers is aanzienlijk groter. De overstap naar Arbatskaja verwerkt 140.400 reizigers per dag en naar Biblioteka Imeni Lenina zelfs 190.300 reizigers. In 2002 werden 12.300 instappers en 11.000 uitstappers per dag geteld. Het station is dagelijks geopend van 5:30 uur tot 01:00 uur. In noordelijke richting vertrekt de eerste metro om 5:51 uur, in zuidelijke richting is dat op werkdagen om 5:48 uur en in het weekeinde om 5:51 uur. Vlak bij het stationsgebouw aan de Mochovajastraat kunnen de reizigers overstappen op meerdere buslijnen bij de halte “metrostation Lenin Bibliotheek”.

## Omgeving
Het station ligt in het centrum in de directe omgeving van het Kremlin en zijn musea. Vlak bij het station zijn de volgende bezienswaardigheden te vinden:
Monument voor Vladimir de Grote
Het Pasjkovhuis, waarin de afdelingen muziek en cartografie van de Russische Staatsbibliotheek gevestigd zijn.
Landhuis van Sjachovski-Krasiltsjikova, waarin sinds 2003 het centrum voor Oosterse literatuur gevestigd is.